# 烏西卡約斯區
烏西卡約斯區（西班牙語：Distrito de Usicayos），是秘魯的一個區，位於該國東南部普諾大區的卡拉瓦亞省，始建於1854年5月2日，面積644.04平方公里，海拔高度3,778米，2005年人口9,757，人口密度每平方公里15人。